# Diplomatie du caviar

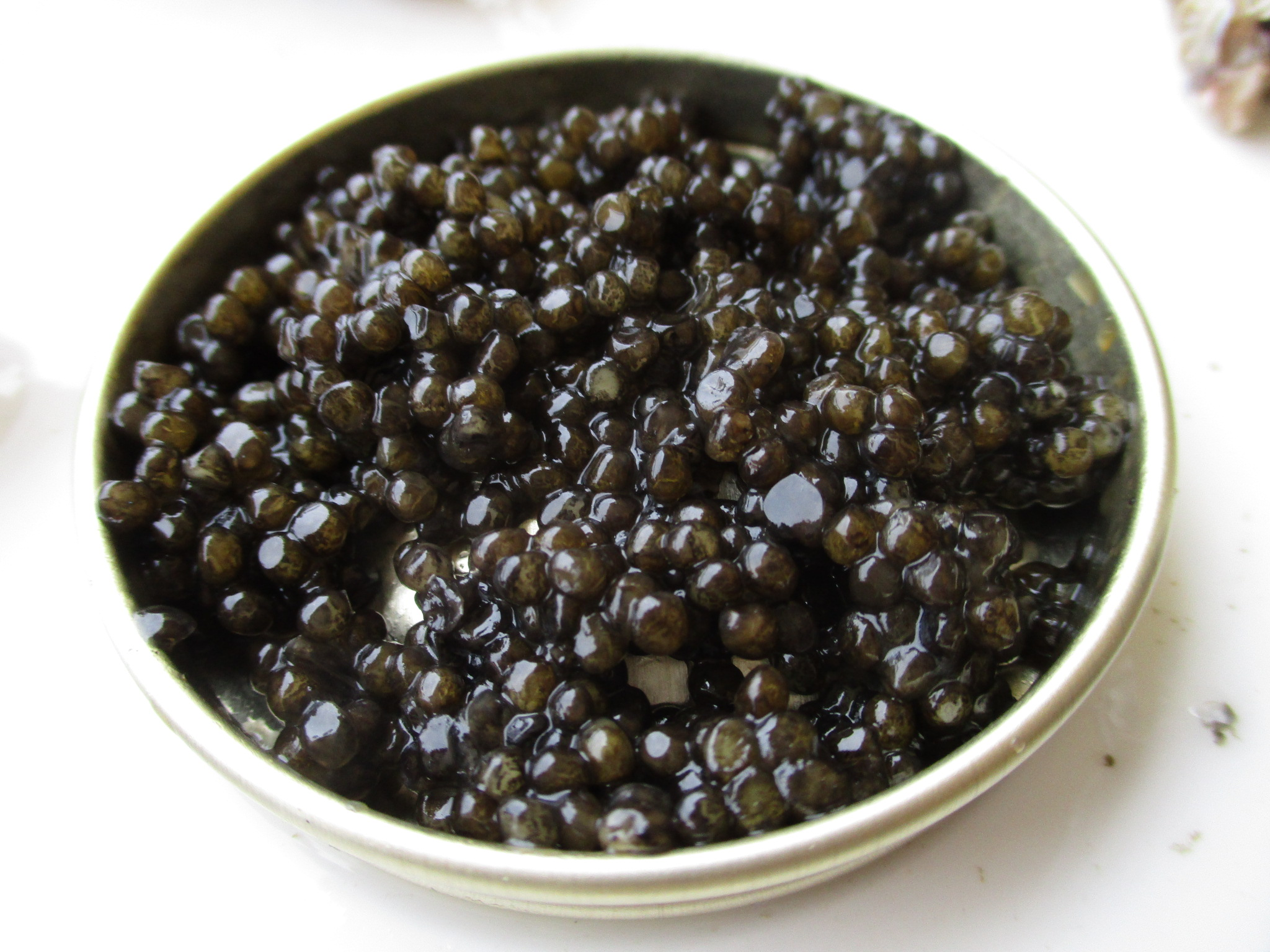
Du caviar.

La diplomatie du caviar (anglais : Caviar diplomacy, azéri : Kürü diplomatiyası) est la stratégie de lobbying de l'Azerbaïdjan, consistant en des invitations coûteuses de politiciens européens et de fonctionnaires d'institutions internationales au frais de l'Azerbaïdjan. Elle comprend également des cadeaux luxueux présentés comme « un hommage à la tradition orientale »,,,,,,.
En septembre 2017, dix journaux européens dont Le Monde publient les résultats d'une grande enquête d'investigation menée conjointement avec le Organized Crime and Corruption Reporting Project sur les dessous de la diplomatie du caviar, qui selon eux dépasse largement le cadre du lobbying et s'apparente à un système de corruption subtil, démarrant par des petits cadeaux pour finir par le versement de pots-de-vin,. L'enquête pointe également du doigt le lien entre ces activités et le système de « lessiveuse » mis en place par le gouvernement azerbaïdjanais. Le principal but de la dictature azerbaïdjanaise est de « faire taire toutes les critiques sur sa politique en matière de droits humains » et de gagner des soutiens diplomatiques dans le conflit qui l'oppose à l'Arménie.
Les activités de corruption visent principalement les élus de l'Assemblée parlementaire pour le Conseil de l'Europe (APCE). Le 11 janvier 2021, l'italien Luca Volonté est condamné pour corruption en première instance à quatre ans de prison par un tribunal milanais. Il aurait touché 2,3 millions €. En Allemagne, en mars 2021, plusieurs élus du Bundestag et de l'APCE sont déchus de leur immunité parlementaire et inculpés pour corruption. Le scandale prend de l'ampleur sous le nom d' « affaire azerbaïdjanaise » (en allemand: Aserbaidschan-Affäre).

## Terminologie
Le terme « Caviar Diplomacy » a été utilisé pour la première fois en 2012, dans un rapport de l'Initiative européenne de stabilité (ESI) - « Caviar Diplomacy - Comment l'Azerbaïdjan a fait taire le Conseil de l'Europe ». Il a été noté dans le rapport que ce terme est utilisé dans les conversations informelles de fonctionnaires azerbaïdjanais pour décrire des cadeaux généreux aux politiciens étrangers,. Le terme fait référence au caviar, produit gastronomique de luxe originaire de la mer Caspienne.

## Méthodes

### Cadeaux luxueux
La première étape de la démarche de corruption, décrite comme subtile,, consiste à offrir des cadeaux annoncés comme faisant partie de la tradition d'accueil du pays : boîte de caviar et beaux tapis, mais aussi bijoux, montres de luxe et argenterie. Les cadeaux deviennent ainsi de plus en plus onéreux pour finalement arriver parfois au versement de pots-de-vin, en liquide ou par virement bancaire. 

### Évènements sportifs et culturels
L'organisation de compétitions sportives internationales, tel que le Grand Prix de Formule 1 de Bakou, depuis 2017, est régulièrement utilisée par l'Azerbaïdjan dans sa stratégie d'influence. Ces évènements sont l'occasion d'inviter, tous frais payés, des élus européens. En France, ces invitations concernent principalement les membres de l'Association des Amis de l'Azerbaïdjan (AAA) qui regroupe des élus français favorables au régime. Le journal Le Monde précise que les sénateurs Éric Doligé et Alain Vasselle se sont ainsi rendus en Azerbaïdjan en 2016, suivis en 2017 par Rachida Dati et Alain Houpert, directement invités par le régime azerbaïdjanais. 
En 2015, l'Azerbaïdjan accueille les premiers Jeux européens de l'histoire. Ayant deux fois échoué à organiser les Jeux olympiques, le pays voit ici l'occasion d'organiser une grande compétition sportive internationale. Le stade olympique de Bakou est construit pour l'évènement. En 2019, le stade accueille la finale de la Ligue Europa de football. À chaque fois, l'attribution de l'organisation à un pays qui enfreint régulièrement les droits de l'humain et la liberté de la presse, suscite des controverses. L'ONG Amnesty International y voit un bel exemple de sportwashing. 
En 2021, Bakou accueille au stade olympique plusieurs matchs du championnat d'Europe masculin de football (Euro 2020 décalé d'un an par la pandémie de Covid-19). Quelques mois après la seconde guerre du Haut-Karabagh déclenchée par l'Azerbaïdjan, le pays voit ainsi l'occasion de redorer son image sur la scène internationale. 
L'Azerbaïdjan profite de l'organisation de l'Eurovision 2012 pour que l'Occident « détourne le regard des problèmes liés au non-respect des droits de l'Homme » dans le pays. Des travaux d'envergure dans la capitale, Bakou, ainsi que la sortie de prison d'un opposant politique quelques jours avant le concours, servent à « polir » l'image de l'Azerbaïdjan devant les médias internationaux. Des ONG comme Amnesty International ou Human Rights Watch dénoncent de violentes répressions de manifestations loin des caméras, avant et pendant le concours,. 

### Restauration du patrimoine
La Fondation Heydar Aliyev, fondée par le président Ilham Aliyev et présidée par sa femme Mehriban Aliyeva, finance directement la restauration d'édifices religieux chrétiens à l'étranger, comme les vitraux de la cathédrale de Strasbourg, ville siège du Parlement européen et de la Cour européenne des droits de l'homme. Elle finance aussi le département des arts islamiques du musée du Louvre (à hauteur d'un million d'euros) ou encore la restauration de certaines pièces du château de Versailles. Enfin, la fondation finance également des projets plus discrets, comme la rénovation d'églises et de monuments dans les circonscriptions d'élus membre de l'AAA, comme dans l'Orne de la sénatrice Nathalie Goulet ou dans l'Yonne du sénateur André Villiers.
La Fondation Heydar Aliyev finance de nombreux projets au Vatican. En 2012, elle signe un accord pour une aide à la restauration de la nécropole romaine. Dans les années qui suivent, la fondation finance plusieurs projets archéologiques et de restauration d'édifices religieux au Vatican. En 2024, un scandale éclate après la publication par l'Osservatore Romano d'un article reprenant le narratif du régime de Bakou et niant le caractère arménien des églises du Haut-Karabagh, territoire que Bakou a conquis par les armes quelques mois plus tôt. Le Vatican annonce l'ouverture d'une enquête interne. En 2025, une conférence donnée à l'université pontificale grégorienne reprend les mêmes thèses négationnistes. Des institutions arméniennes dénoncent alors les effets de la diplomatie du caviar qui finance au Vatican projets archéologiques, musées, bibliothèque et restauration de la basilique Saint-Pierre.  

### Voyages de découverte
En dehors d'évènements internationaux spécifiques, l'Azerbaïdjan n'hésite pas à inviter des élus de pays européens et des journalistes pour des « voyages de découverte » de plusieurs jours dans le pays. Les frais sont intégralement pris en charge et les hôtes sont hébergés dans des hôtels de luxe. Ces voyages sont organisés notamment par le biais de l'European Azerbaijan Society, une agence de lobbying créée à Londres en 2008.  
Juste après la fin de la guerre du Haut-Karabagh de 2020, le gouvernement azerbaïdjanais organise des voyages de groupe tous frais payés pour des journalistes étrangers, dans le but de diffuser le narratif de l'Azerbaïdjan sur le récent conflit. Le journaliste suédois Rasmus Canbäck, qui s'est vu offrir un tel voyage et l'a refusé, est l'auteur d'une série d'articles sur le sujet. Ses investigations portent principalement sur ses collègues en Suède, mais selon lui des voyages similaires sont organisés à partir de plusieurs autres pays, notamment l'Italie, la France, l'Allemagne, le Mexique et le Pérou. Ces voyages tout compris sont généralement organisés par un intermédiaire tel que le Baku Press Club ou l'association azerbaïdjanaise active dans le pays concerné. Les révélations dans divers journaux notent que la plupart des journalistes invités à visiter les parties du Haut-Karabagh contrôlées par l'Azerbaïdjan affirment n'avoir aucune connaissance préalable ou très peu sur le conflit. À la suite de ces révélations la présidente de l'association de journalistes PK Södra, Agneta Nordin, démissionne.  

## Investigations journalistiques et poursuites judiciaires

### Enquête de 2012 de l'Initiative européenne de stabilité
Selon les sources de l'Initiative européenne de stabilité (ESI), l'Azerbaïdjan compte un groupe de 10 à 12 amis dans l'Assemblée parlementaire du Conseil de l'Europe (APCE) et de 3 à 4 personnes au secrétariat, lesquelles reçoivent au moins un demi-kilogramme de caviar (le prix sur le marché dépasse 1 300 euros par kilogramme) en cadeau quatre fois par an. De nombreux députés sont invités à Bakou et, lors de leurs visites, reçoivent, à côté du caviar, de nombreux autres cadeaux, y compris des tapis de soie, des objets en or et en argent, des bouteilles onéreuses ou directement de l'argent. À Bakou, un cadeau courant consiste en 2 kg de caviar. Selon l'ESI, en dehors de l'APCE, personne n'a aucun doute en ce qui concerne la situation non démocratique de l’Azerbaïdjan, qui est qualifiée de gouvernement semi-autoritaire par les partisans du régime eux-mêmes. En 2010, malgré le fait qu'il n'y ait pas de partis d'opposition élus au parlement azerbaïdjanais, le chef de la mission d'observation de l'APCE déclare que ces élections correspondent aux normes internationales. D’après l'ESI, cette déclaration éloignée de la réalité ne peut être expliquée que par la « diplomatie du caviar ».
L'ESI cite un exemple de discussions de l'APCE dans son rapport, au cours desquelles l'Azerbaïdjan est soutenu publiquement par des amis et visiteurs réguliers. Le libéral démocrate britannique Michael Hancock et l'ancienne ministre des Affaires étrangères d'Estonie, Cristina Oyuland, malgré la régression évidente de la situation des droits humains en Azerbaïdjan, l'absence d'élections libres, ainsi que les critiques des organisations internationales de défense des droits humains, déclarent qu'il n'y a pas de problèmes sérieux en Azerbaïdjan. L'ESI ajoute également à la liste des « amis de l'Azerbaïdjan » le Belge Paul Vitte, Eduard Lintner de Bavière, Mevlüt Çavuşoğlu de Turquie, Robert Walter du Royaume-Uni et un certain nombre de représentants russes. 
Lors des élections présidentielles de 2008 en Azerbaïdjan, parmi les observateurs de l'APCE se trouve un large groupe de députés pro-azerbaïdjanais. La première version du rapport sur les élections, préparée par le chef du groupe des observateurs, Andreas Herkel, contient des remarques critiques et fait face au rejet du groupe pro-azerbaïdjanais, composé de Michael Hancock, Eduard Lintner et Paul Ville. Herkel se voit obligé de mettre sa démission dans la balance pour que les critiques soient retenues dans la version finale. Un référendum, lui aussi irrégulier, a lieu en même temps que l'élection présidentielle, lequel propose d'augmenter le nombre de mandats possibles pour le président. Quatre députés de l'APCE - Eduard Litner, Paul Ville, Khaki Keskin et Pedro Agramunt, évaluent ce référendum comme un progrès pour la démocratie en Azerbaïdjan.

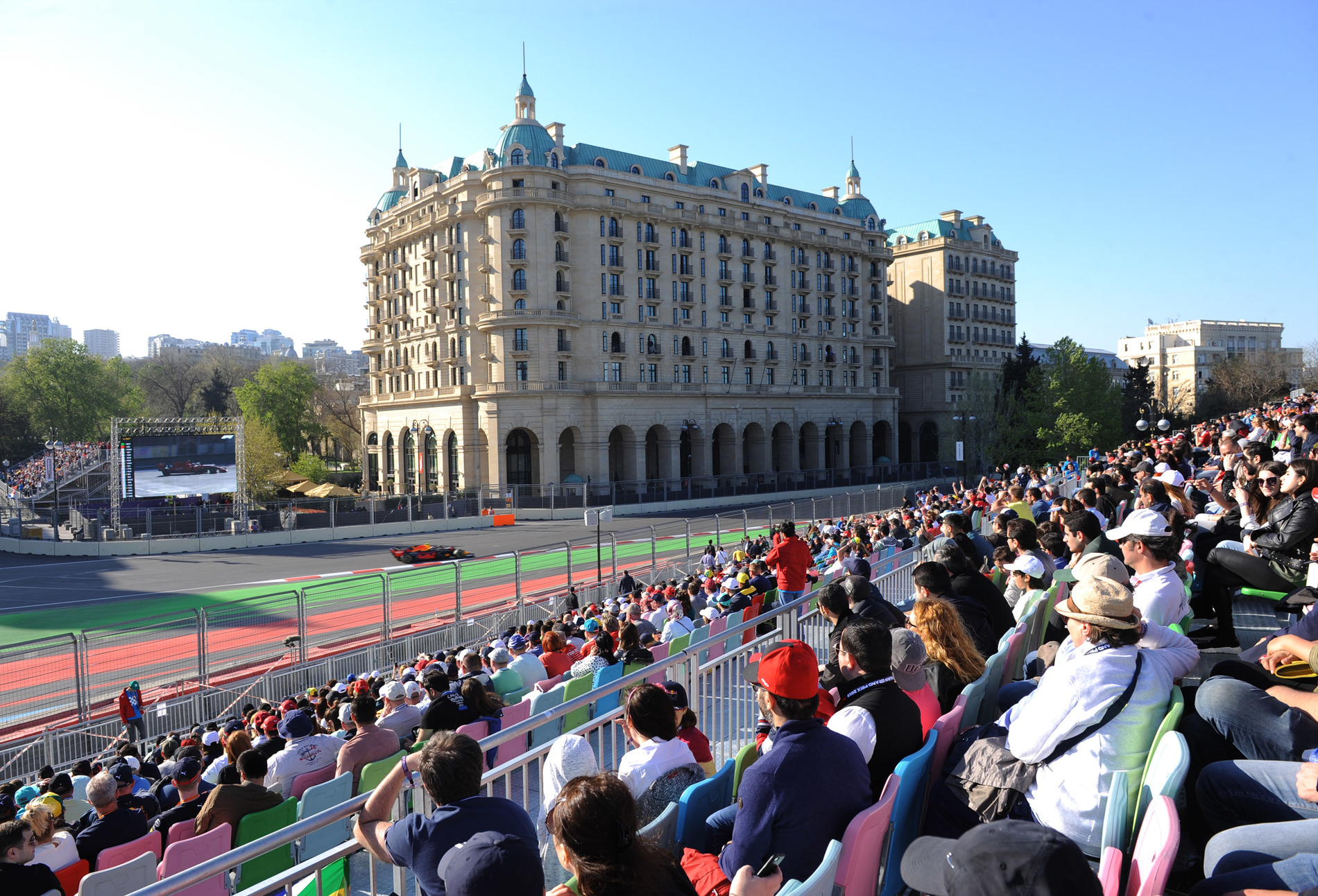
Le grand prix de Formule 1 de Bakou, un événement sportif sur lequel s'appuie la diplomatie du caviar.

Au cours des élections législatives de 2010 en Azerbaïdjan, en plus des représentants de l'APCE, des observateurs du Bureau des institutions démocratiques et des droits de l'homme de l'OSCE (ODIHR) qui ont une grande expérience de ce genre d'évènements, relèvent de nombreuses violations de la procédure qui exclue la possibilité de choix. Au cours des réunions des observateurs européens auxquelles ont participé les représentants de l'APCE auprès de Paul Ville et Pole Tadeusz Ivinski, le chef des observateurs du BIDDH, la britannique Audrey Glover relève de nombreuses violations qui n'ont pas été contestées par les représentants de l'APCE. Néanmoins, le résultat préliminaire du suivi de l'APCE, présenté par Paul Ville, juge les préparatifs des élections en conformité avec les normes internationales, ainsi que le travail transparent et efficace des organisateurs. Au cours de l'élection, les observateurs du BIDDH enregistrent de multiples violations et des bourrages d'urne sans précédent. Après la clôture des bureaux de vote, le BIDDH évalue les élections comme étant probablement les plus frauduleuses qu'il ait jamais surveillées. Cependant, Paul Ville déclare sur l'antenne de la télévision azerbaïdjanaise que les élections sont démocratiques et qu'il n'a eu connaissance d'aucune violation. Le BIDDH, de son côté, soumet ces élections à de fortes critiques. Lorsqu'on lui demande si des pots-de-vin ont été proposés aux observateurs internationaux, Glover répond que personnellement elle n'avait rien reçu. Après son retour de Bakou, le représentant du groupe APCE, Wolfgang Grosruck, accuse Glover d'être « peu fiable », peu professionnelle, et de ne pas avoir pris la défense des représentants de l'APCE sur la questions des pots-de-vin. Le rapport du BIDDH est publié en janvier 2011 et contient des évaluations extrêmement critiques des élections de 2010.
Les enquêtes de l'ESI sont reprises dans de nombreux médias internationaux : EU Observer, Politiken Danmark, DK Danmark, Radio Sarajevo, BBC, Der Tagesspiegel, Africa Intelligence, Neue Zürcher Zeitung, The Guardian et autres dont des médias russes,.

### Élections présidentielles de 2013

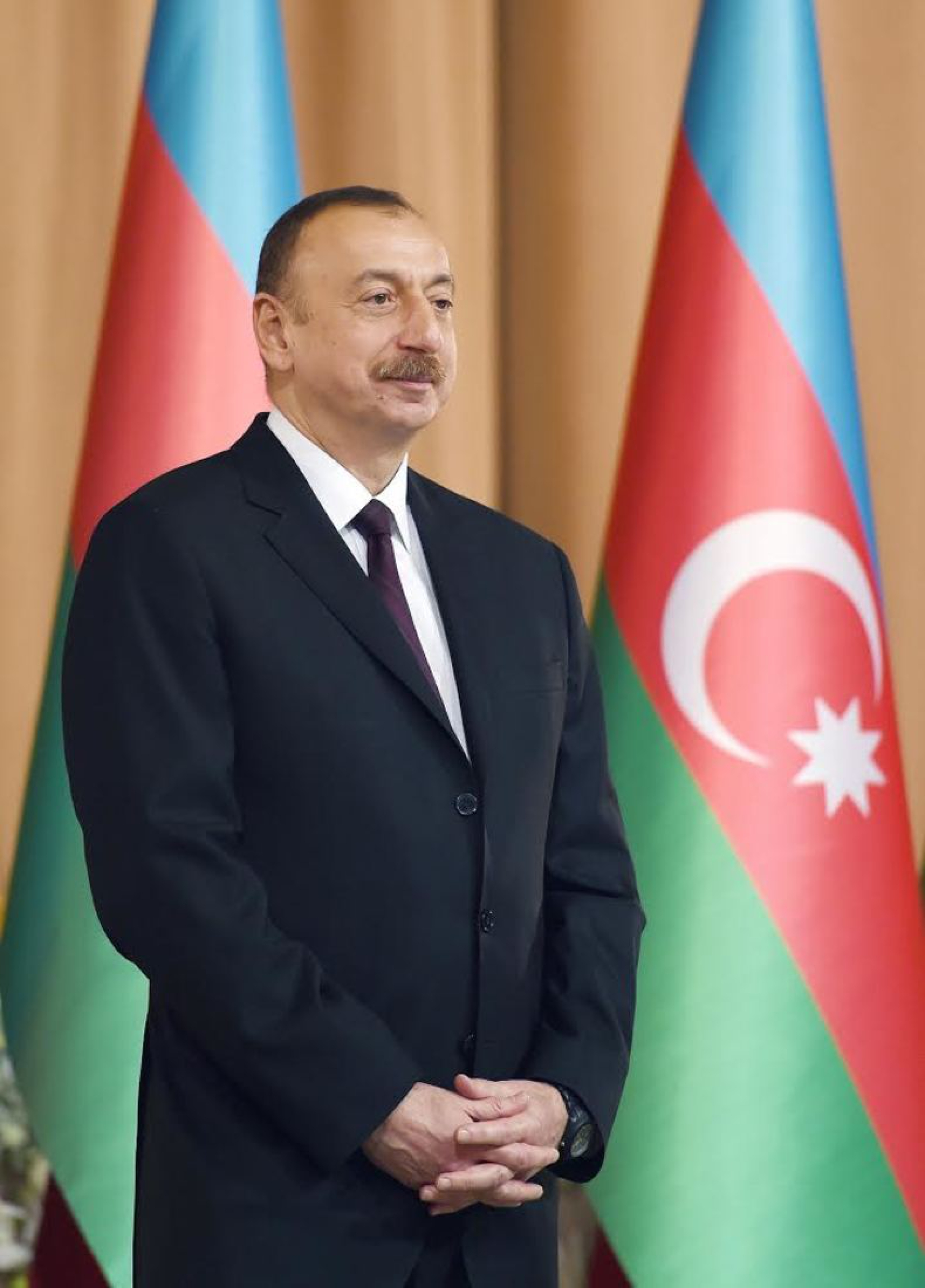
Ilham Aliev, président-dictateur à la tête de l'Azerbaïdjan depuis 2003.

Le 9 octobre 2013, Ilham Aliyev a été élu président de l'Azerbaïdjan pour la troisième fois. Les observateurs de l'OSCE / BIDDH, dirigé par Tana de Zulueta, ont parlé des restrictions à la liberté d'expression lors des élections, alors que les représentants du Parlement européen dirigé par Pino Arlacchi ont confirmé des élections libres et équitables. Le Parlement européen et l'APCE ont publié une déclaration conjointe dans laquelle ils ont hautement apprécié les élections. Un groupe d'observateurs de la Chambre des représentants des États-Unis a également reconnu des élections justes.
Les estimations variables des élections ont entraîné un scandale. Le 11 octobre, la représentante de l'Union européenne, Catherine Ashton et le commissaire européen Stefan Fule, ont ignoré l'évaluation du Parlement européen, y compris dans sa déclaration les résultats du BIDDH. La Commission des relations extérieures de l'UE a discuté du rapport d'Arlacchi. Au cours de la discussion, les représentants du « vert » ont condamné le rapport et ont déclaré qu'il a discrédité le Parlement européen. Le chef de la fraction des socialistes dans l'UE a déclaré que le rapport de l'APCE ne pouvait être considéré comme fiable. Par la suite, il est apparu qu'un certain nombre de représentants de l'UE se sont rendus en Azerbaïdjan de manière officieuse et aux frais d'organisations azerbaïdjanaises, ce qui fut présenté par Politico Europe comme «une grosse bêtise ou un acte de corruption», ces voyages ont été qualifiés de « tourisme électoral ».
Le département d’État américain à son tour discrédita les observateurs de la Chambre des représentants, décrivant les élections ne répondant pas aux normes internationales, et exprimant sa solidarité avec l'évaluation du BIDDH.

### 2015: le tournant
En 2015, lors de la discussion de la résolution sur les prisonniers politiques au Parlement européen, le texte rédigé par les rapporteurs pro-azerbaïdjanais ne contient pratiquement aucune critique. En conséquence, une résolution est adoptée demandant à l'Azerbaïdjan d'arrêter la répression des défenseurs des droits de l'homme, de suspendre la révision de la loi sur les organisations non gouvernementales, et d'arrêter la pression sur les journalistes et la menace de sanctions. Selon le député allemand Frank Schwab, c'est un coup d'arrêt pour la politique de diplomatie du caviar de l'Azerbaïdjan.
Le 10 septembre 2015, le Parlement européen adopte une résolution dans laquelle l'Azerbaïdjan est condamné pour « répression sans précédent ». La résolution demande également aux autorités européennes de mener une enquête approfondie sur les allégations de corruption contre le président Aliyev et des membres de sa famille, et d'envisager d'imposer des sanctions ciblées contre les fonctionnaires responsables d'actes de persécution.

### 2016-2021: enquêtes par le parquet italien et à l'APCE
En juin 2016, le bureau du procureur de Milan porte des accusations de corruption et de blanchiment d'argent à l'encontre de Luca Volontè, l'ancien chef du groupe du Parti populaire européen à l'Assemblée parlementaire du Conseil de l'Europe. Selon le bureau du procureur, Volontè a reçu 2,39 millions d'euros pour le soutien des représentants azerbaïdjanais. Les avocats de Volontè qualifient ces accusations d'absolument infondées. Selon le deuxième rapport ESI - Caviar Diplomacy. Partie 2, publié en décembre 2016, Volontè a accepté de coopérer avec l'enquête et a dénoncé de nombreux politiciens européens qui ont exercé un lobbying pour les intérêts des autorités azerbaïdjanaises. Au cours des interrogatoires, Volontè a confirmé avoir reçu 2,39 millions d'euros pour faire du lobbying en faveur de l'Azerbaïdjan. Selon l'ESI, l'argent a servi à soudoyer les députés italiens et ceux d'autres délégations afin de truquer les votes de l'APCE, ceux-ci votant systématiquement contre les résolutions et les rapports condamnant les violations des droits de l'homme en Azerbaïdjan. Dans le film documentaire présenté sur la télévision italienne, Volontè confirme également la réception de 2,39 millions d'euros, arguant que cet argent a été transféré d'un membre de la délégation azerbaïdjanaise à l'APCE, Elkhan Suleymanov, pour des activités de conseil en matière d'agriculture. Les paiements vers Volontè ont transité à travers quatre entreprises britanniques qui, selon The Guardian, n'ont effectué aucune opération en Grande-Bretagne et sont probablement des sociétés écran.
Le procureur de Milan retient deux chefs d'accusation à l'encontre de Volontè : le blanchiment d'argent et l'acceptation de pots-de-vin. Le tribunal de Milan, après examen de la deuxième accusation, reconnaît l'immunité de Volontè pour celle-ci, car, selon la constitution italienne, un député ne peut être poursuivi pour ses activités professionnelles. Plus tard, la Cour suprême de cassation italienne renverse cette décision et renvoie l'affaire au tribunal de Milan, précisant que l'article de la Constitution ne concerne pas l'utilisation de sa fonction à des fins d'enrichissement personnel.
Le 11 janvier 2021, Luca Volonté est condamné pour corruption en première instance à quatre années d'emprisonnement par la section pénale X du tribunal de Milan,.
L'ex-ambassadeur d'Azerbaïdjan auprès de l'Union européenne Arif Mammadov déclare au journal The Guardian qu'un des représentants de la délégation azerbaïdjanaise au Conseil de l'Europe a dépensé environ 30 millions d'euros pour des services de lobbying : « Tous les membres de la délégation azerbaïdjanaise le savent, bien que ce montant ne soit jamais apparu dans aucun document écrit. On a dit que l'argent était destiné à soudoyer les membres d'autres délégations et l'ensemble de l'APCE. » Par la suite, un certain nombre de députés de l'APCE déclare avoir reçu des propositions s'assimilant à des pots-de-vin.
Elkhan Suleymanov, représentant de l'Azerbaïdjan à l'APCE, est surnommé le « programmateur » de Volontè et d'autres députés européens. La presse européenne cite des exemples de la façon dont Volontè a rappelé ses demandes à l'APCE, en informant Suleymanov que « chacun de vos mots est un ordre pour moi ». Environ un milliard d'euros a transité par l'entremise d'une société de laquelle Volontè recevait ses paiements. Les tentatives des députés arméniens pour soulever la question de la corruption à l'APCE se sont heurtées à l'opposition du président de l'APCE, Pedro Agramunt, qui a bloqué la procédure de l'enquête et qui fait par ailleurs lui-même l'objet d'une d'enquête liée à la « diplomatie du caviar ». Der Tagesspiegel qualifie cette enquête de «plus grand scandale de l'histoire de l'Europe». Après révélation de l'affaire dans les médias, Thorbjorn Jagland, secrétaire général du Conseil de l'Europe, a appelé Agramut à désigner personnellement un organisme d'enquête externe et indépendant sans plus tarder. Les propositions du secrétaire général du Conseil de l'Europe Wojciech Sawicki, qui expose les conditions d'une enquête indépendante, sont rejetées par Agramunt et les dirigeants des cinq groupes politiques. Cependant, après la visite d'Agramunt en Syrie, le bureau de l'APCE lui exprime un vote de non-confiance et le relève de tout pouvoir réel. Par la suite, en avril 2017, le Parlement européen forme une commission chargée d'enquêter sur les allégations de corruption,,. Les résultats de l'enquête sont publiés en avril 2018. Après plusieurs auditions au cours de l'année 2018, 4 membres de l'APCE sont déchus temporairement de leurs droits, mais conservent leur siège, et 14 autres membres, accusés d'avoir accepté en 2013 des pots-de-vin de la part de l'Azerbaïdjan, sont radiés à vie de l'APCE. Les 14 parlementaires radiés pour « avoir violé le code de conduite de l'APCE » se répartissent comme suit : 2 belges, 1 italien, 1 espagnol, 3 azerbaïdjanais, 1 finlandais, 1 slovène, 1 norvégien, 1 suédois, 1 polonais, et 2 allemands. En octobre 2018, Pedro Agramunt démissionne et se retire définitivement de l'APCE.

## Par pays

### France

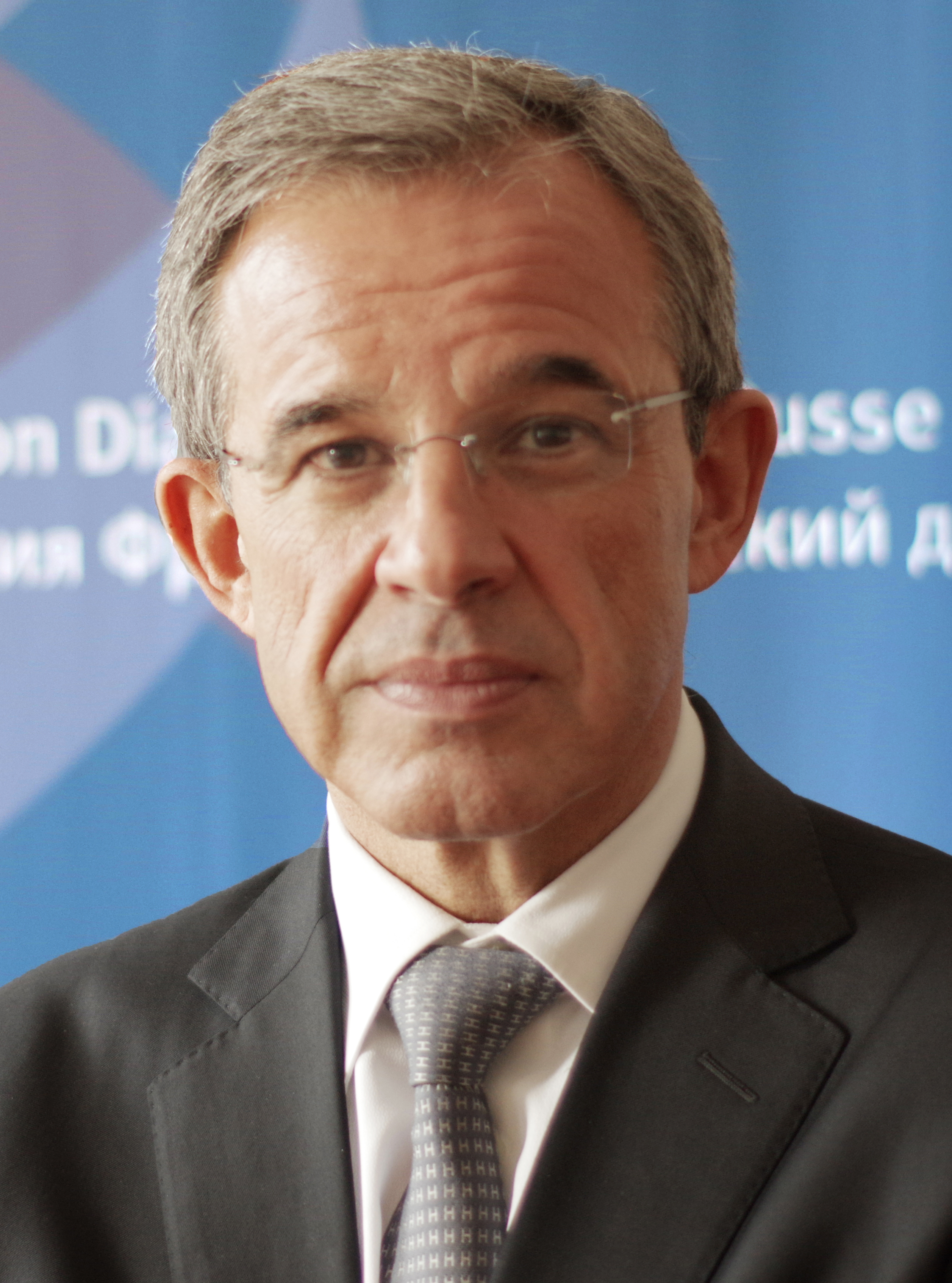
Thierry Mariani.

En France, l’Association des Amis de l'Azerbaïdjan (AAA) est selon Le Monde le « principal instrument » de la diplomatie du caviar. L'AAA compte dans son conseil d'administration les parlementaires français (de l'Assemblée nationale ou du Parlement européen) Jean-Marie Bockel, Rachida Dati, Nathalie Goulet, Thierry Mariani et André Villiers,. Créée par l'ancien député Jean-François Mancel (qui témoigne à L'Express que l'Azerbaïdjan est un « extraordinaire modèle de tolérance et de respect de l'autre »), cette association est pour l'essentiel financée par la Fondation Heydar Aliyev, dont la dirigeante, Mehriban Aliyeva, est l'épouse du président azerbaïdjanais Ilham Aliyev,.
« Pour promouvoir l’Azerbaïdjan, l’AAA n’hésite pas à inviter des parlementaires à des courses de Formule 1 à Bakou », écrit Le Monde, précisant que les sénateurs Éric Doligé et Alain Vasselle se sont ainsi rendus en Azerbaïdjan en 2016, suivis l'année suivante de Rachida Dati et Alain Houpert, directement invités par le pouvoir azéri — l'organisation de compétitions de formule 1 est régulièrement utilisée par l'Azerbaïdjan dans sa stratégie d'influence. La Fondation Heydar Aliyev, quant à elle, finance directement à grands frais la restauration d'édifices religieux chrétiens, mais aussi le département des arts islamiques du musée du Louvre (à hauteur d'un million d'euros) ou le château de Versailles.

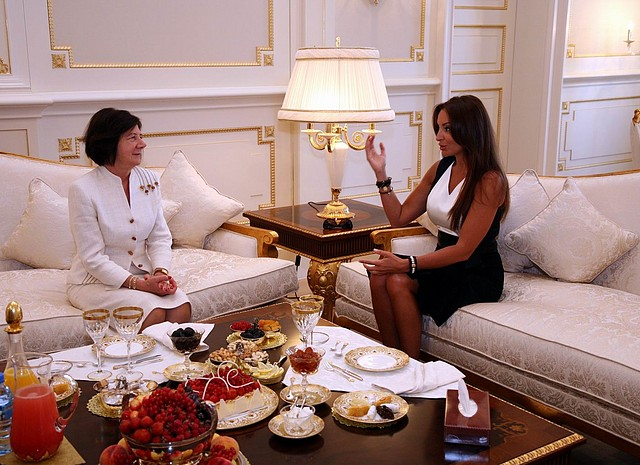
Mehriban Aliyeva avec la Première dame de Pologne Maria Kaczyńska.

Selon Le Point, Mehriban Aliyeva, à l'aide des fonds de la Fondation Heydar Aliyev, organise de somptueuses réceptions et dîners à Paris ; en 2014, les personnalités du monde de la culture Gérard Depardieu, Alain Delon et Patrick Bruel y sont ainsi aperçus tandis que les élus Claude Goasguen, Rachida Dati, Jean-François Mancel et Aymeri de Montesquiou partagent la table de la Première dame d'Azerbaïdjan.
En novembre 2018, le magazine Marianne révèle que le député Pierre-Alain Raphan, après avoir rejoint le « groupe d'amitié France-Azerbaïdjan » de l'Assemblée nationale et s'en être fait élire président, cherche à créer en France une association de promotion de l'Azerbaïdjan, pour laquelle il demande un financement de 2,8 millions d’euros via l'ambassade azerbaidjanaise à Paris,,.

### Malte
En avril 2017, la presse maltaise a publié des documents selon lesquels les plus grands politiciens de Malte et l'épouse du Premier ministre Joseph Muscat ont reçu des millions de dollars d'une banque contrôlée par la fille de Ilham Aliyev, Leila. Selon l'enquête éditoriale, Joseph Muscat a effectué un voyage à Bakou en 2015, après quoi il a demandé à l'Europe de donner une évaluation objective des processus positifs en Azerbaïdjan.

### Allemagne
En mars 2021, plusieurs membres du Bundestag font l'objet d'une enquête de police sous l'accusation de corruption, pour avoir perçu des fonds à travers le système de blanchiment d'argent mis en place par l'État azerbaïdjanais,. D'autres révélations font état de plusieurs parlementaires impliqués dans des activités de lobbying illégales. Cela entraîne de nombreuses critiques dans l'ensemble de la classe politique, et devient connu en Allemagne sous le nom d' « affaire azerbaïdjanaise » (en allemand: Aserbaidschan-Affäre),.

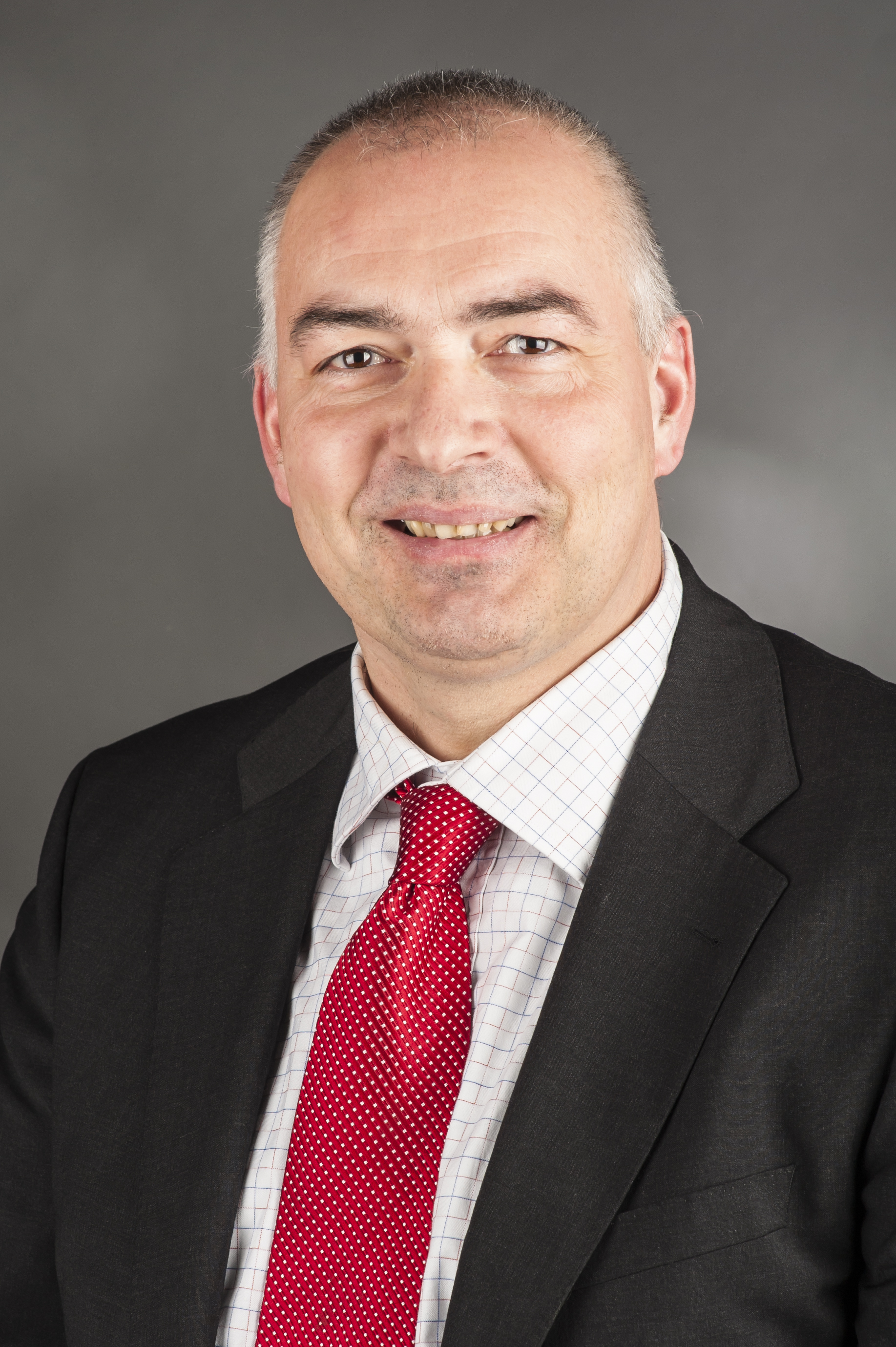
Axel Fischer, député allemand au cœur d'une enquête pour corruption.

L'affaire démarre en janvier 2021, quand le Bundestag retire l'immunité parlementaire à l'élue CDU Karin Strentz. Celle-ci est accusée d'avoir reçu plus de 22 000 € de pots-de-vin afin d'agir dans les intérêts de l'Azerbaïdjan au sein de l'Assemblée parlementaire du Conseil de l'Europe (APCE). L'ex-député du CSU Eduard Lintner, qui fut secrétaire d'État au Ministère de l'intérieur, est également impliqué dans cette affaire de corruption. Ce dernier aurait reçu illégalement plus de 4 millions d'euros entre 2008 et 2016, avant de les redistribuer a plusieurs députés de l'APCE dans le but d'obtenir leur vote favorable à l'Azerbaïdjan, bloquant ainsi les rapports dénonçant les élections frauduleuses et les demandes de remise en liberté de prisonniers politiques,.
Le 4 mars 2021, le Bundestag déchoit Axel Fischer de son immunité parlementaire, à la suite d'une demande du procureur de Munich. Il est également démis de son poste à la commission qu'il présidait au Bundestag. Fischer est la cible d'investigations de la part de l'Office fédéral de police criminelle pour corruption active au sein de l'APCE dont il était un des vice-présidents. Il est accusé d'avoir touché de l'argent en échange de votes bienveillants envers l'Azerbaïdjan.
Les autres parlementaires impliqués dans l'« affaire azerbaïdjanaise » sont Mark Hauptmann, Thomas Bareiß, Olav Gutting, Nikolas Löbel, Tobias Zech et Joachim Pfeiffer,,. Certains journaux dénoncent également la ligne politique de TV Berlin, une chaîne de télévision locale liée au régime Aliev et diffusant des reportages complaisants envers la dictature azerbaïdjanaise.

### Slovénie
Le chef du parti national slovène Zmago Plemeniti a reçu 25 000 € après avoir participé deux fois à des missions d'observation des élections en Azerbaïdjan.

## Organisations internationales

### UNESCO
L'enquête de 2017 de l'« OCCRP » révèle que Kalin Mitrev a recu 500 000 € par le biais de la « lessiveuse » azerbaïdjanaise. Il est le mari d'Irina Bokova qui en tant que secrétaire générale de l’Unesco de 2009 à 2017, a octroyé le statut d'ambassadrice de bonne volonté à Mehriban Alieva.

### Films et documentaires
- « La caviar connection » sur Arte (2021).
- « Mon président est en voyage d'affaires »: épisode du 25 décembre 2015 de Cash Investigation, sur FranceTV.

### Rapports
- The Azerbaijani Laundromat (« La lessiveuse azerbaïdjanaise ») : enquête d'investigation par l'OCCRP (2017).